# Västernorrlands läns och Jämtlands läns valkrets
Västernorrlands läns och Jämtlands läns valkrets var i valen 1921–1970 en valkrets i första kammaren. Antalet mandat var tio i valen 1921–1948, nio i valet 1956 och slutligen åtta i valet 1964.
Valkretsen omfattade Västernorrlands län och Jämtlands län, vilka båda under perioden 1867–1920 hade varit egna valkretsar i första kammaren. Valkretsen avskaffades i samband med övergången till enkammarriksdag.

## Riksdagsledamöter

### 1922–1924
- Erik August Enhörning, n
- Anders Olof Frändén, n
- Leonard Tjällgren, bf
- Ingebrikt Bergman, lib s 1922–1923, fris 1924
- Johan Johansson, lib s 1922–1923, fris 1924
- Herman Kvarnzelius, lib s 1922–1923, fris 1924
- Henric Öhngren, lib s 1922–1923, fris 1924
- Fritz Lindqvist, s
- Janne Walles, s
- Carl Lindhagen, vänstersocialistisk vilde 1922, s vgr 1923, s 1924

### 1925–1932
- Erik August Enhörning, n
- Anders Olof Frändén, n
- Henrik Andersson, bf
- Leonard Tjällgren, bf
- Johan Johansson, fris
- Herman Kvarnzelius, fris  (1925–1927)
  - Josef Granström, fris (1928–1932)
- Ivar Österström, fris
- Carl Lindhagen, s
- Salli Luterkort, s (1925–14/5 1927)
  - Ivar Vennerström, s (1928–1932)
- Janne Walles, s

### 1933–1940
- Anders Olof Frändén, n 1933–1934, h 1935–1940
- Gustaf Velander, n 1933–1934, h 1935–1940
- Henrik Andersson, bf (1933)
  - Leonard Hagström, n 1934, h 1935–1940 (1934–1940)
- Leonard Tjällgren, bf
- Sam Larsson, fris 1933–1934, fp 1935–1940
- Nils Andersson, s
- Carl Lindhagen, s
- Janne Walles, s
- Ivar Vennerström, s (1933–1936)
  - Enar Berglund, s (1937–18/2 1938)
    - Verner Söderkvist, s (9/3 1938–1940)
- Mauritz Västberg, s

### 1941–1948
- Gustaf Velander, h
- Leonard Tjällgren, bf
- Sam Larsson, fp (1941–1945)
  - Wilhelm Annér, fp (1946–1948)
- Olof Berntson, s (1941)
  - Per Olofsson, s (26/1 1942–1948)
- Sven Edin, s
- Arthur Engberg, s (1941–27/3 1944)
  - Anders Eriksson, s (12/4–31/12 1944)
    - Hjalmar Nilsson, s (17/1 1945–1948)
- Anselm Gillström, s
- Emil Näsström, s
- Nils Olsson, s
- Verner Söderkvist, s

### 1949–1956
- Gustaf Velander, h
- Olof Pålsson, bf
- Leonard Tjällgren, bf
- Axel Andersson, fp
- Sven Edin, s (1949–9/11 1952)
  - Carl Olsén, s (28/11 1952–1956)
- Anselm Gillström, s
- Nils Larsson, s (1949–1953)
  - Erik Olsson, s (12/1 1954–1956)
- Hjalmar Nilsson, s
- Emil Näsström, s
- Per Olofsson, s

### 1957–1964
- Olof Pålsson, bf/c (1957–1960)
  - Martin Widén, fp (1961–1964)
- Sven Sundin, bf/c
- Axel Andersson, fp
- Anselm Gillström, s
- Hjalmar Nilsson, s
- Emil Näsström, s
- Per Olofsson, s (1957–1961)
  - Valfrid Wikner, s (1962–1964)
- Carl Olsén, s
- Erik Olsson, s

### 1965–1970
- Sven Sundin, c
- Axel Wikberg, c (1965–1968)
  - Karl Pettersson, m (1969–1970)
- Axel Andersson, fp
- Anselm Gillström, s (1965–1968)
  - Erik Norberg, s (1969–1970)
- Hjalmar Nilsson, s (1965)
  - Ivar Högström, s (1966–1970)
- Emil Näsström, s (1965–1968)
  - Rune Jonsson, s (1969–1970)
- Erik Olsson, s
- Otto Stadling, s